# Cryptanthus grazielae
Cryptanthus grazielae är en gräsväxtart som beskrevs av Harry Edward Luther. Cryptanthus grazielae ingår i släktet Cryptanthus, och familjen Bromeliaceae. Inga underarter finns listade i Catalogue of Life.